# Linophryne algibarbata
Linophryne algibarbata – gatunek ryby głębinowej z rodziny Linophrynidae. Gatunek batypelagiczny, występuje w Oceanie Atlantyckim. Samce osiągają do 4,1 cm długości, samice do 23,1 cm.